# Futurikon
Futurikon je francouzská nezávislá produkční společnost založená v roce 1996 Philippem Delarue, který je zároveň jejím generálním ředitelem a producentem, se sídlem v Paříži. Specializuje se na výrobu a distribuci animovaných a hraných televizních seriálů, hraných filmů a dokumentů.

## Produkty

### Celovečerní filmy

#### Animované filmy
- The Ugly Duckling and Me! (2006)
- Dragon Hunters (2008)
- Mrňouskové: Údolí ztracených mravenců (2013)
- Mrňouskové 2: Daleko od domova (2019)

#### Hrané filmy
- Playground Chronicles (2012)

### Animované seriály
- Raving Rabbids: Invasion Trouble (2024)
- Chronokids (2016)
- Brico Club, aka Crafty Kids Club (2012)
- Trolls of Troy (2013–2014)
- Captain Biceps (2010–2011)
- A Cow, A Cat and the Ocean
- Dragon Hunters (2006–2012)
- Fly Tales (1999)
- Gloria, Wilma and Me
- How to Draw?
- Iron Nose
- Kaput and Zösky (2002–2003)
- Lucas and Emily
- Sweet Little Monsters (2011–2018)
- Malo Korrigan (2003)
- The Minimighty Kids (2008-2019)
- Minuscule (od 2006)
- Monster Allergy (2006–2009)
- Pop Secret
- The Ugly Duckling and Me
- Willa's Wild Life (2008–2009)

### Dokumentární pořady
- Audacious
- Journey to the West
- Terra Magica
- This Mute Memory

### Jako distributor
- The Ugly Duckling and Me!